# کافتر
روستای کافتر یکی از روستاهای توابع شهرستان اقلید در شمال استان فارس و در جنوب شهرستان اقلید است که حدود ۲۵۰۰ نفر جمعیت دارد. این روستا در جنوب اقلید واقع شده و یک دریاچه نیز با نام همین روستا «دریاچه کافتر» در کنار روستا واقع شده‌است. شغل اهالی روستا کشاورزی و دامداری بوده که عمدتاً به کاشت محصولات صیفی و حبوبات همچون گندم، جو، عدس، نخود، ذرت، لوبیا و همچنین چغندر قند می‌پردازند. اهالی روستا عموماً از طایفه کردشولی می‌باشند که در تقسیمات جمعیتی کشور در ایل خمسه تقسیم بندی میگردند.

## مکان‌های زیارتی و سیاحتی
در فاصله ۷۹ کیلومتری شهر اقلید و در دو کیلومتری روستا، امامزاده سیدمحمد از نوادگان حضرت ابالفضل قرار دارد و در طول سال به‌ویژه در فصل تابستان پذیرای زوار از نقاط دور و نزدیک کشور است.

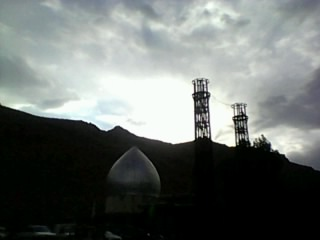
گنبد و بارگاه امامزاده سید محمد از نوادگان حضرت ابالفضل در کافتر در جنوب شهرستان اقلید استان فارس

بازسازی گنبد و بارگاه این امامزاده به همت سید محمدعلی موحد ابطحی انجام شده‌است.
از جاذبه‌های گردشگری و منحصر به فرد این منطقه می‌توان به دو چشمه آبی اشاره نمود که از زیر بقعه امامزاده می‌گذرند و باور مردم منطقه این است که با توجه به خشکسالی‌های اخیر، وجود مبارک این امامزاده در خاک آن جا باعث دوام و جریان این چشمه‌ها بوده‌است.
در جوار امامزاده دومین دریاچه آب شیرین پس از دریاچه پریشان قرار دارد که زیستگاه طبیعی پرندگان مهاجر و محل پرورش ماهی‌های کپور و آمور به‌شمار می‌رود.